# لوبانغ جريجي صالح
لوبانغ جريجي صالح (بالإندونيسية: Lubang Jeriji Saleh) هو مجمع كهوف نشأ من الحجر الجيري في سانغكوليرانغ مانغكاليهات كارست. يقع في الغابة النائية في منطقة بينجالون في شرق كوتاي في مقاطعة شرق كاليمانتان في جزيرة بورنيو إندونيسيا. في منشور عام 2018 أعلن فريق من الباحثين عن العثور على أقدم عمل معروف للفن التشكيلي في العالم بين لوحات الكهوف.

## لوحات الكهف
موقع لوبانغ جريجي صالح هو واحد من بين العديد من الكهوف الموجودة في الجبال شديدة الانحدار في شرق كاليمانتان. تغطي جدرانه وسقفه مئات الخطوط العريضة للأيدي والأصابع الممدودة داخل رشقات من المغرة الحمراء البرتقالية أو طلاء أكسيد الحديد ولوحات الكهف التصويرية. يشير تحليل محدث لجدران الكهوف إلى وجود أقدم قوالب الإستنسل يبلغ عمرها 52.000 سنة وأن أقدم لوحة فعلية وهي تصوير لثور بانتيغ تم إنشاؤها قبل حوالي 40.000 سنة، قبل عشرات الآلاف من السنين عن التواريخ السابقة. الثور الذي ينتمي إلى ثلاثي من مخلوقات الأبقار المستديرة يبلغ عرضه أكثر من 5 أقدام (1.5 متر)، ومصنوع أيضًا من مغرة برتقالية حمراء على جدران الحجر الجيري في الكهف.
بناءً على تواريخ اليورانيوم لعام 2018 لعينات صغيرة من قشرة الحجر الجيري، تم تحديد ثلاث مراحل من الزخرفة. يحتوي الأقدم على تصوير الثور والاستنسل اليدوي باللون البرتقالي الأحمر. خلال المرحلة الثانية تم إنشاء الإستنسل بلون التوت مع الزخارف المعقدة والصور البشرية. تم تحديد الأشكال البشرية والقوارب والتصاميم الهندسية على أنها أعمال المرحلة الثالثة والأصغر.

### التحقق
تم استكشاف كهوف كاليمانتان في عام 1994 وتم رصد اللوحات لأول مرة من قبل الكهفي الفرنسي لوك هنري فاج. قام فريق الباحثين والعلماء لعام 2018 ، بقيادة ماكسيم أوبيرت من جامعة جريفيث في أستراليا و بيندي سيتياوان من معهد باندونغ للتكنولوجيا في إندونيسيا، بالتحقيق في الموقع، وتحديد وتاريخ اللوحات الصخرية كأقدم فن رمزي معروف في العالم ونشر النتائج في مجلة Nature بنهاية العام. منذ ذلك الحين وجد الفريق لوحة مؤرخة متقنة للفنون الصخرية في كهف لينغ بولو سينبونغ في سولاويزي إلى حوالي 44.000 سنة، وفقًا لنشرة عام 2019. من أجل تأريخ أصباغ الطلاء، طبق الفريق تقنيات مواعدة سلسلة اليورانيوم على جسيمات كربونات الكالسيوم (الحجر الجيري) التي تغلف الصور.

### الأهمية
إن اكتشاف لوحات الكهوف مهم في تاريخ الثقافة البشرية، حيث أنه يضيف إلى الرأي القائل بأن فن الكهوف تم إنشاؤه في وقت واحد في جنوب شرق آسيا وأوروبا. ومع ذلك من غير المعروف أي شخص قام بإنشاء اللوحات وما حدث لها.
وصف فرانشيسكو ديريكو خبير في فن ما قبل التاريخ في جامعة بوردو التحقيق بأنه "اكتشاف أثري كبير"، ولكنه اقترح أيضًا أن الاكتشاف لم يقدم معلومات كثيرة عن الأصول الجغرافية للفن.